# Vasilīs Soulīs
Vasilīs Soulīs (in greco Βασίλης Σούλης?; Atene, 24 settembre 1976) è un ex cestista greco.

## Carriera
Con la Grecia ha disputato i Campionati europei del 1999.

## Palmarès
- Campionato greco: 2

Olympiakos: 1995-96, 1996-97
- Coppa di Grecia: 1

Olympiacos: 1996-97